# Symphytognatha chickeringi
Espèce
Symphytognatha chickeringi est une espèce d'araignées aranéomorphes de la famille des Symphytognathidae.

## Distribution
Cette espèce est endémique de Jamaïque.

## Description
Le mâle holotype mesure 0,76 mm.

## Étymologie
Cette espèce est nommée en l'honneur d'Arthur Merton Chickering.

## Publication originale
- Forster & Platnick, 1977 : A review of the spider family Symphytognathidae (Arachnida, Araneae). American Museum novitates, no 2619, p. 1-29  (texte intégral).